# Ottrott
Ottrott é uma comuna francesa na região administrativa de Grande Leste, no departamento Baixo Reno. Estende-se por uma área de 28,87 km². Em 2010 a comuna tinha 1 574 habitantes (densidade: 54,5 hab./km²).